# Agostino Carlini
Agostino Carlini (Genova, 1718 – Londra, 16 agosto 1790) è stato uno scultore e pittore italiano, vissuto lungamente in Inghilterra.

## Biografia

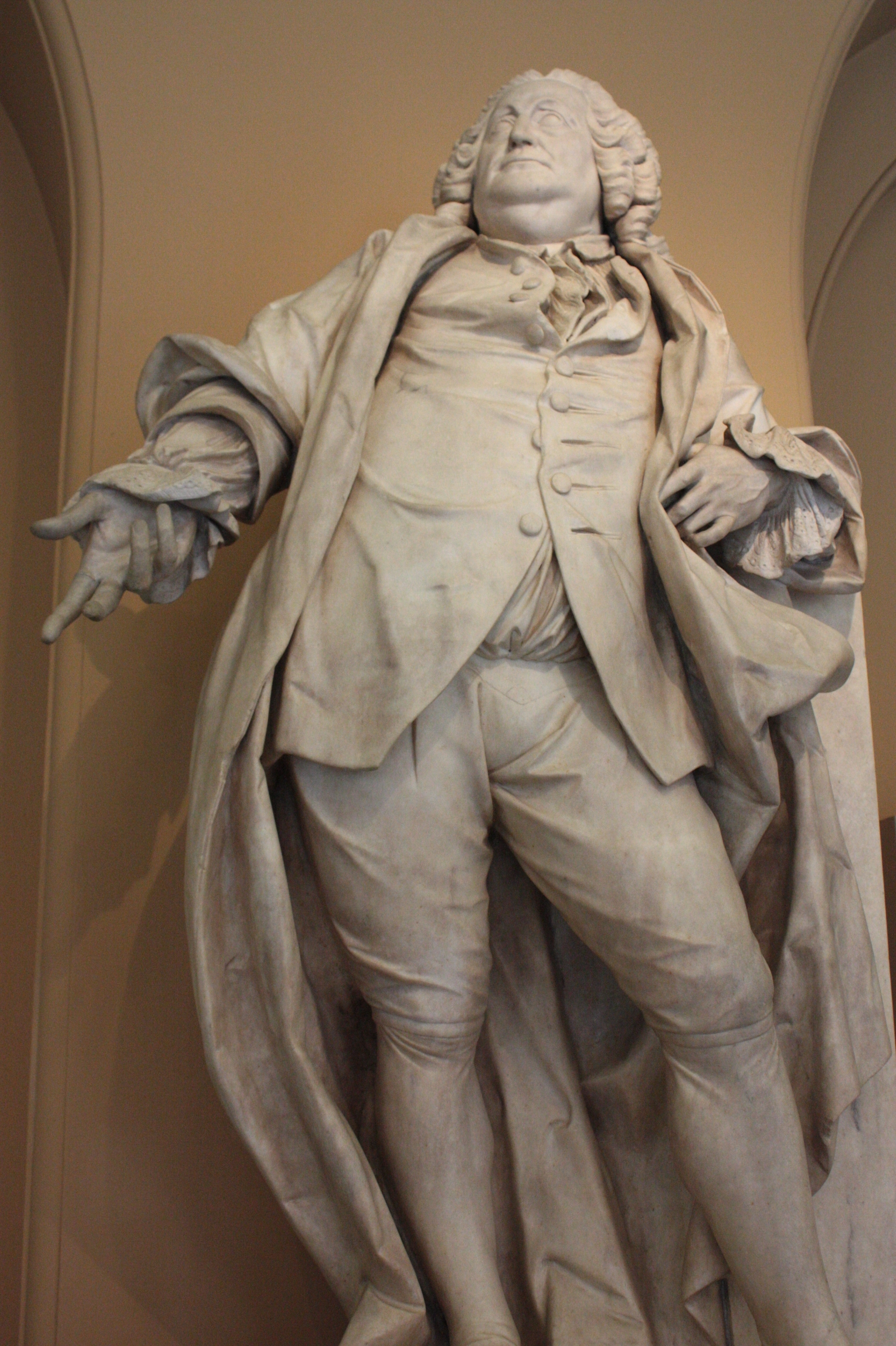
Joshua Ward di Agostini Carlini, c.1760, Victoria and Albert Museum

Già in età giovanile si trasferì in Inghilterra, dove riscosse un buon gradimento con le sue opere scultoree ed ebbe l'occasione di divenire uno dei membri fondatori della Royal Academy of Arts, nel 1768.. In questa accademia l'artista presentò le sue opere durante le annate 1769, 1776, 1783.
Dal 1783 fino alla sua morte conservò il ruolo di osservatore per conto della accademia.
Fu anche membro anche della National Academy of Design of America.
Massone, fu membro della loggia Le nove muse n. 325 a Londra .
Divenne celebre anche come ritrattista, e nel 1777 espose le sue opere alla National Portrait Gallery londinese. Del Carlini si ricordano un disegno (British Museum) raffigurante le figure allegoriche dell'Architettura e della Scultura, oltre che il Ritratto di un gentiluomo, ad olio, esposto alla Royal Academy nel 1776.
Tra il 1776 e il 1778, come scultore realizzò, assieme al suo collega italiano Giuseppe Ceracchi, una serie di statue per la Somerset House e nel 1783 per la Custom House di Dublino, raffiguranti i fiumi Tyne, Severn, Tees, la Prudenza e il Valore.
Si mise in particolare evidenza per i monumenti dedicati a Lord e Lady Hamilton, alla Contessa di Shelburne (1771) nella parrocchiale di High Wycombe (Buckinghamshire) e nel parco di Bowood (Wiltshire, 1772), oltre ad una prolifica attività nelle chiese e presso i luoghi sacri, inclusa l'opera in memoria di Lady Sophia Petty alla chiesa All Saints Parish, le statue nelle chiese di High Wycombe, di Buckinghamshire, e per l'abbazia di Westminster.
L'artista, nel 1775, si trasferì nel Dorset per costruire l'opera richiesta da Joseph Damer in commemorazione della moglie Catherine, che si caratterizzò per gli elementi gotici.
Sempre in quell'anno Carlini ricevette l'incarico dall'anatomista William Hunter, docente alla Royal Academy schools, di effettuare lavori di scultura e di incisione con tematiche artistiche-scientifiche.
Alla Royal Academy sono conservati i modelli riguardanti la statua equestre di Giorgio III del Regno Unito, la statua del duca di Cumberland, il cenotafio di Beckford.
In tutte le sue opere Carlini si contraddistinse per la sua grande abilità nei panneggi, nella tecnica e per gli elementi naturalistici.
Carlini morì a Londra, nella sua casa in Carlisle Street, il 16 agosto 1790.